# BIRTH (Dの曲)
「BIRTH」（バース）は、日本のバンドDのメジャー1枚目のシングル。2008年5月7日発売。

## 概要
- A、B、Cの3タイプを同時にリリースした。Aタイプには「BIRTH」のビデオクリップを収録したDVD付き、B、Cタイプにはそれぞれボーナストラックが収録されている。
- 楽曲の製作にあたり、「メジャーへ羽ばたいていくイメージ」の下で出来上がった楽曲であるとASAGIは語っている。
- プロデュースには岡野ハジメを、ゲストバイオリニストに斎藤ネコを迎えている。

## 収録曲
1. BIRTH
（作詞・作曲：ASAGI）
2. 夢想花
（作詞・作曲：ASAGI）
3. BIRTH（インストゥルメンタル）
  - Rebellion
（作詞：ASAGI、作曲：Tsunehito）Bタイプに収録。
  - Solid heart
（作詞：ASAGI、作曲：Ruiza）Cタイプに収録。